# Money Can't Buy
Money Can't Buy е първият EP албум на австралийската певица Кайли Миноуг.

## Списък с песните
1. Can't Get You Out of My Head (на живо) – 7:02
2. Slow (на живо) – 3:24
3. Red Blooded Woman (на живо) – 4:22